# Байбуртян Армен Ваганович
Армен Ваганович Байбуртян (вірм. Արմեն Բայբուրթյան; нар. 2 квітня 1964, Єреван) — вірменський політичний діяч і дипломат, син Вагана Байбуртяна.

## Біографія
У 1986 р. закінчив історичний факультет Єреванського державного університету, у 1989 р. — аспірантуру по кафедрі історії того ж університету; кандидат історичних наук. У 1989-1991 рр. викладав загальну і дипломатичну історію на кафедрі історії Єреванського університету.
З 1991 р. — радник із зовнішніх зв'язків Першого заступника Голови, потім Голови Верховної ради Вірменської РСР; з 1992 р. — радник відділу міжнародних організацій Міністерства закордонних справ Вірменії.
У 1993-1995 роках — заступник постійного представника Вірменії в ООН; в 1995-1997 роках — генеральний консул Вірменії в Лос-Анджелесі. У 1996 р. присвоєно ранг надзвичайного посланника і повноважного міністра.
У 1997-2000 роках — заступник міністра закордонних справ Вірменії; у 1999 р. присвоєно ранг надзвичайного і повноважного посла. З 1999 р. одночасно викладав в інституті іноземних мов імені Брюсова, доцент.
У 2000-2004 роках — надзвичайний і повноважний посол Вірменії в Індії, за сумісництвом також — у Шрі-Ланці, Непалі та Індонезії.
З грудня 2004 р. обіймав посаду заступника Міністра закордонних справ Вірменії. 23 лютого 2008 р. заявив про підтримку акцій опозиції; в той же день звільнений у відставку з позбавленням дипломатичного рангу.
У 2011 р. — головний консультант вірменського офісу ООН.